# Chris Candido
Chris Candito, noto con lo pseudonimo Chris Candido (Edison, 21 marzo 1972 – New Brunswick, 28 aprile 2005), è stato un wrestler statunitense.
Per gran parte della sua carriera ha avuto come manager Tammy Lynn Sytch, sua fidanzata sin dai tempi del liceo.
Candido ha conquistato titoli nella Extreme Championship Wrestling, nella National Wrestling Alliance, nella World Championship Wrestling e nella World Wrestling Federation. La gimmick più importante da lui interpretata fu quella di Skip, membro del tag team noto come "The Bodydonnas", assieme a Zip e a Sunny.

## Carriera

### Inizi (1986–1992)
Da adolescente, Candito e l'amico Jonathan Rechner lavorarono nel circuito indipendente in New Jersey, allestendo i ring. Candito e Rechner si allenarono al wrestling nella Monster Factory di Larry Sharpe a Bellmawr, New Jersey, e Candito esordì nel 1986.

### Smoky Mountain Wrestling (1992-1995)

#### Regni titolati (1992-1994)
Nel 1992, Candido e Sytch (con il nome "Tamara Fytch") furono messi sotto contratto dalla Smoky Mountain Wrestling (SMW) di Jim Cornette.
Tra il settembre e il novembre 1993, Candido vinse lo SMW United States Junior Heavyweight Championship per tre volte. Nel dicembre 1993 vinse anche lo SMW Beat the Champ Television Championship, e una seconda volta nel luglio 1994. Sempre nello stesso anno, formò un tag team con Brian Lee, con Fytch a far loro da manager. Il 23 aprile 1994, Candido e Lee sconfissero i The Rock 'n' Roll Express conquistando lo SMW Tag Team Championship. Restarono campioni fino al 5 agosto 1994, quando furono sconfitti dai Rock 'n' Roll Express. Candido e Lee riconquistarono le cinture il giorno successivo, ma furono poi battuti definitivamente l'8 agosto. A seguito della sconfitta, Fytch licenziò Lee e divenne la manager del solo Candido.

#### NWA World Heavyweight Championship (1994-1995)
Il 19 novembre 1994, vinse un torneo a dieci partecipanti, sconfiggendo Al Snow, Dirty White Boy e Tracy Smothers vincendo il NWA World Heavyweight Championship, reso vacante da Shane Douglas (che aveva gettato via la cintura in favore del titolo ECW). Il regno da campione di Candido si svolse in un clima poco favorevole per la National Wrestling Alliance, in quanto la federazione stava attraversando un periodo difficile. Le sue difese del titolo si tennero prevalentemente nella SMW e nel circuito indipendente. Il 24 febbraio 1995 Candido cedette il titolo a Dan Severn.
A fine 1994, Candido formò un tag team con "Boo Bradley" (una parodia del personaggio di Arthur "Boo" Radley del film Il buio oltre la siepe). Allo show Christmas Chaos del 28 dicembre 1994, Candido attaccò Bradley dopo una sconfitta rimediata con Tracy Smothers & Cactus Jack. In un angle controverso, Fytch rapì il gatto di Bradley, Boots, e portò sul ring una borsa che presumibilmente conteneva il gatto, e Candido la colpì ripetutamente uccidendo il gatto (kayfabe). L'episodio portò a un feud tra Candido e Bradley, che culminò in un Loser leaves town dog collar match all'evento Sunday Bloody Sunday II il 26 febbraio 1995, che fu vinto da Bradley. Questo segnò l'ultima apparizione di Candido in SMW prima che lui e Fytch passassero alla World Wrestling Federation.

### Extreme Championship Wrestling (1996–1999)

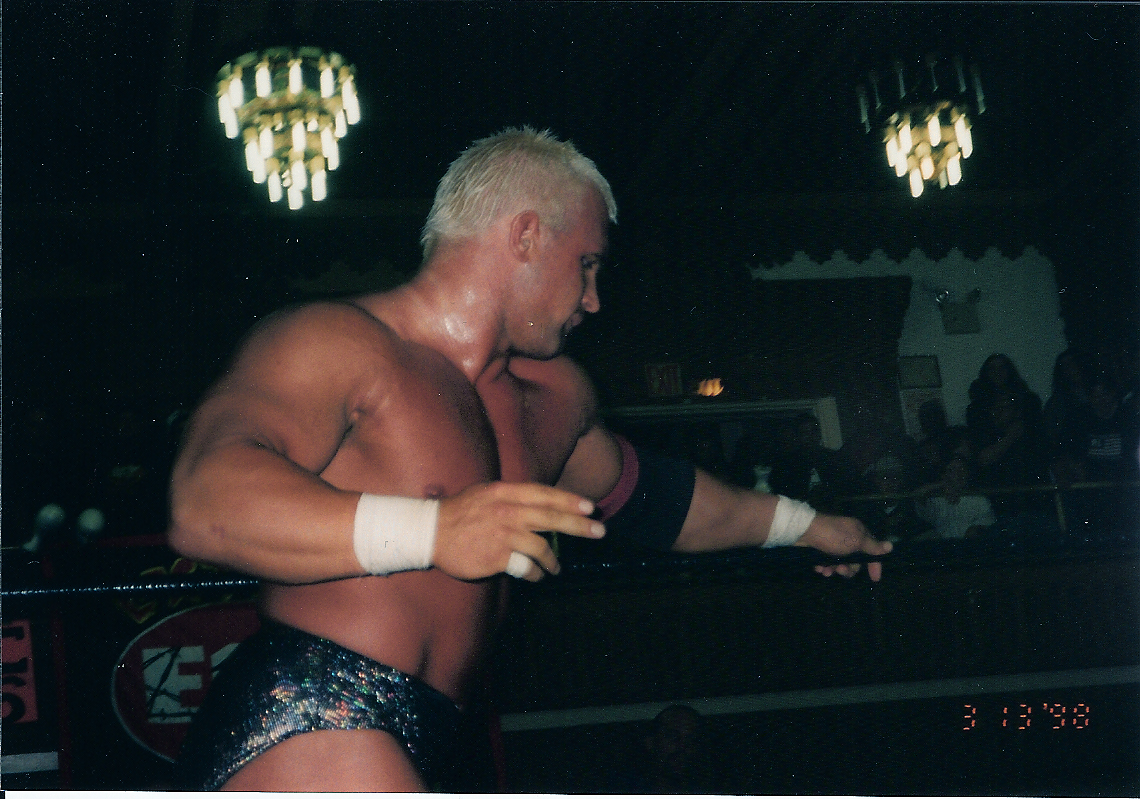
Candido in ECW nel 1998

Dopo aver lasciato la  WWF, Candido tornò nella ECW allo show High Incident dell'ottobre 1996. Divenne parte della rinata stable Triple Threat insieme a Shane Douglas. Mentre faceva parte della fazione il suo soprannome era "No Gimmicks Needed", e sviluppò una rivalità con un altro membro del gruppo, Lance Storm, che fu presto rimpiazzato da Bam Bam Bigelow. Tuttavia, Candido lottò in coppia con Storm per conquistare l'ECW Tag Team Championship il 5 dicembre 1997 a Better Than Ever, sconfiggendo Doug Furnas & Phil Lafon. Nonostante i due partner di coppia non si potessero soffrire l'un l'altro, Candido e Storm ebbero un regno da campioni di coppia duraturo. Restarono campioni per circa sei mesi, fino al 26 giugno 1998, quando furono battuti da Sabu & Rob Van Dam.
Candido fece la sua ultima apparizione in ECW nel dicembre 1999.
Avrebbe dovuto partecipare al pay-per-view One Night Stand ma morì due mesi prima dell'evento.

### New Japan Pro-Wrestling (2001–2002)
Tra il 2001 e il 2002 Candido lottò nella New Japan Pro-Wrestling.

### Total Nonstop Action Wrestling (2005)

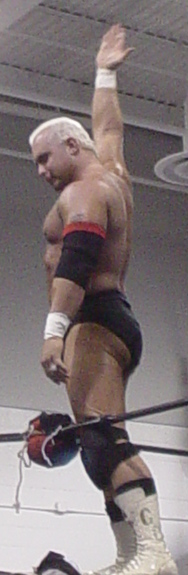
Candido a NWA Cyberspace nel 2005

## Morte
Candido debuttò nella Total Nonstop Action Wrestling nel gennaio 2005. Il 25 aprile 2005, durante il pay-per-view Lockdown 2005, si ruppe tibia e perone e si slogò la caviglia durante un tag team match con Lance Hoyt contro Apollo e Sonny Siaki. Nella successiva giornata di lunedì fu operato alla caviglia e poche ore dopo prese parte sulla sedia a rotelle alla puntata di Impact! facendo da manager per i Naturals. Candito collassò la sera di giovedì 28 aprile e fu portato di corsa in ospedale; venne individuato un trombo, ma i medici non riuscirono a salvarlo. Verso la fine del 2005 la TNA creò un torneo per tag team, la "Chris Candido Cup", per commemorare la memoria di Candido.
L'amico d'infanzia Balls Mahoney aveva un tatuaggio per commemorare il suo amico. Anche il wrestler CM Punk ha un tatuaggio sulla mano sinistra in memoria di Candido.

## Personaggio

### Mosse finali
- Blonde Bombshell (Superbomb)
- New Jersey Jam (Diving leg drop)
- Suicide Blonde (Diving Headbutt)

## Titoli e riconoscimenti
Extreme Championship Wrestling
- ECW World Tag Team Championship (3) - con Johnny Hotbody (2), con Lance Storm (1)

National Wrestling Alliance
- NWA New Jersey Heavyweight Championship (1)
- NWA World Heavyweight Championship (1)

NWA Midwest
- NWA Midwest Heavyweight Championship (1)

Smoky Mountain Wrestling
- SMW Beat the Champ Television Championship (2)
- SMW Heavyweight Championship (1)
- SMW Tag Team Championship (2 - con Brian Lee)
- SMW United States Junior Heavyweight Championship (3)

World Championship Wrestling
- WCW Cruiserweight Championship (1)

World Wrestling Council
- WWC World Television Championship (1)

World Wrestling Federation
- WWF World Tag Team Championship (1) - con Zip

Xtreme Pro Wrestling
- XPW World Heavyweight Championship (1)

Pro Wrestling Illustrated
- 358º tra i 500 migliori wrestler singoli nella "PWI Years" (2003)
- Most Inspirational Wrestler of the Year (2005)

Wrestling Observer Newsletter
- Most Underrated Wrestler (1995)